# Iordăcheanu
Iordăcheanu est une commune roumaine du județ de Prahova, dans la région historique de Valachie et dans la région de développement du Sud.

## Géographie
La commune de Iordăcheanu est située dans le centre-est du județ, sur les rives de la rivière Cricovul Sărat, dans les premières collines des Carpates, à 7 km au nord de Urlați et à 28 km au nord-est de Ploiești, le chef-lieu du județ.
La municipalité est composée des villages suivants (population en 1992) :
- Iordăcheanu (570), siège de la municipalité ;
- Mocești (1 225) ;
- Plavia (650) ;
- Străoști (347) ;
- Valea Cucului (1 030) ;
- Vărbila (1 407).

## Histoire
La première mention écrite de la commune date de 1641.

## Politique et administration
| Période                                  | Période  | Identité         | Étiquette | Qualité |
| ---------------------------------------- | -------- | ---------------- | --------- | ------- |
| Les données manquantes sont à compléter. |          |                  |           |         |
|                                          | 2012     | Constantin Safta | PDL       |         |
| 2012                                     | 2016     | Ioan Poiană      |           |         |
| 2016                                     | En cours | Constantin Safta | PNL       |         |

| Parti | Parti                                      | Sièges |
| ----- | ------------------------------------------ | ------ |
|       | Parti social-démocrate (PSD)               | 4      |
|       | Parti national libéral (PNL)               | 7      |
|       | Alliance des libéraux et démocrates (ALDE) | 4      |

## Religions
En 2002, la composition religieuse de la commune était la suivante :
- Chrétiens orthodoxes, 99,75 %.

## Démographie
En 2002, la commune comptait 5 100 Roumains (98,07 %) et 99 Tsiganes (1,90 %). On comptait à cette date 1 600 ménages et 1 676 logements.
| 1897  | 1960  | 1975  | 1980  | 1992  | 2002  | 2007  |
| ----- | ----- | ----- | ----- | ----- | ----- | ----- |
| 1 141 | 5 364 | 5 797 | 5 860 | 5 229 | 5 200 | 5 410 |

## Économie
L'économie de la commune repose sur l'agriculture.

## Communications

### Routes
La route régionale DJ102C permet de rejoindre Urlați et la route nationale DN1B Ploiești-Buzău.

### Voies ferrées
La gare la plus proche est celle de Albești-Paleologu sur la ligne Ploiești-Buzău.

## Lieux et monuments
- Vărbila, monastère de 1539.